# Chiesa della Madonna delle Nevi (Sinalunga)
La chiesa della Madonna delle Nevi è un luogo di culto cattolico situata nel centro storico di Sinalunga, in provincia di Siena, in piazza Garibaldi; è una chiesa sussidiaria della parrocchia di San Martino, appartenente alla diocesi di Montepulciano-Chiusi-Pienza.
Fu costruita nella seconda metà del XVII secolo ed ha assunto la sua attuale veste barocca durante i restauri del 1703.

## Descrizione

### Esterno
La chiesa della Madonna delle Nevi è preceduta da un ampio sagrato delimitato da un'alta cancellata in stile neogotico, risalente ai primi anni del XX secolo. La facciata, come il resto dell'esterno intonacata di celeste con elementi decorativi in mattoni rossi a vista, è capanna; nella parte inferiore, al centro, vi è il portale, con fastoso timpano sorretto da due lesene tuscaniche; al centro del timpano triangolare con cui termina il prospetto in alto, vi è un finestrone rettangolare, mentre il coronamento è costituito da una statua lapidea della Madonna miracolosa.
Sul retro della chiesa, a ridosso della parete destra dell'abside si eleva il particolare campanile, interamente in cotto: questo, difatti, è a pianta triangolare e, su ciascuna faccia, si apre verso l'esterno con una monofora ad arco; il coronamento è costituito da un cupolino affiancato da tre piramidi.

### Interno

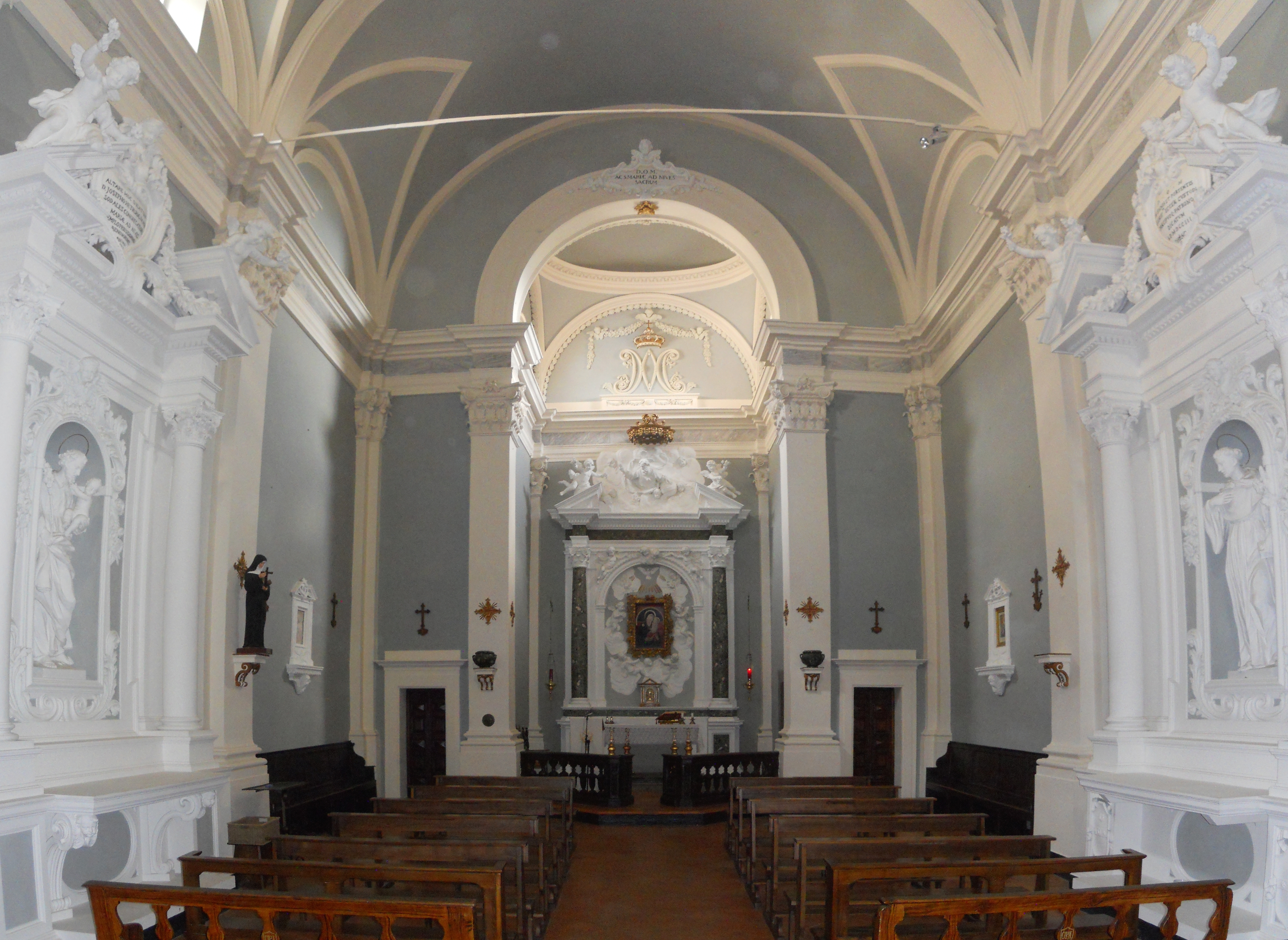
Interno

L'interno della chiesa, interamente tinteggiato color blu acciaio con elementi decorativi bianchi, è a navata unica di tre campate, con quella centrale più ampia rispetto alle due laterali, coperte con volta a botte lunettata. Sulle due pareti laterali della navata mediana vi sono due altari gemelli in stucco, con mensa a sbalzo sorretta da mensole e ancona delimitata da due colonne corinzie che sorreggono un timpano spezzato decorato con puttini; l'altare di destra è dedicato a Sant'Antonio di Padova, mentre quello di sinistra a San Giuseppe; ciascun santo è raffigurato da una statua, anch'essa in stucco bianco, posta in un'apposita nicchia al centro dell'ancona. Nella terza campata, invece, due edicole in stucco gemelle, contenenti l'una un bassorilievo in terracotta raffigurante la Madonna col Bambino e angeli (a sinistra), l'altra una stampa a colori con Santa Filomena.
Nella parete di fondo della navata si apre l'abside, a pianta quadrangolare e coperta con cupolino. Il presbiterio è delimitato da una balaustra lignea e, al centro, ospita l'altare maggiore, con mensa, moderna, sorretta da quattro candelabri in legno dorato e staccata dall'ancona. Quest'ultima, in stile barocco, è in stucco con decorazioni a finto marmo verde e, al centro, ospita un'immagine della Madonna della Neve, policroma, posta tra due angeli.

### Organo a canne
Sulla cantoria in controfacciata si trova l'organo a canne, costruito nel 1830 da Michelangelo Paoli.
Lo strumento è racchiuso all'interno di una cassa lignea dipinta a finto marmo, che si mostra composta da 25 canne di principale in tre cuspidi, ciascuna entro una propria campata. La consolle è a finestra e dispone di un'unica tastiera di 50 note con prima ottava scavezza, con divisione Bassi/Soprani a Mi3/Fa3, e pedaliera scavezza di 8 note, costantemente unita alla manuale e priva di registri propri, con un pedale accessorio per il Timpano; i registri sono azionati da pomelli ad estrazione posti in un'unica colonna alla destra della tastiera.

## Galleria d'immagini

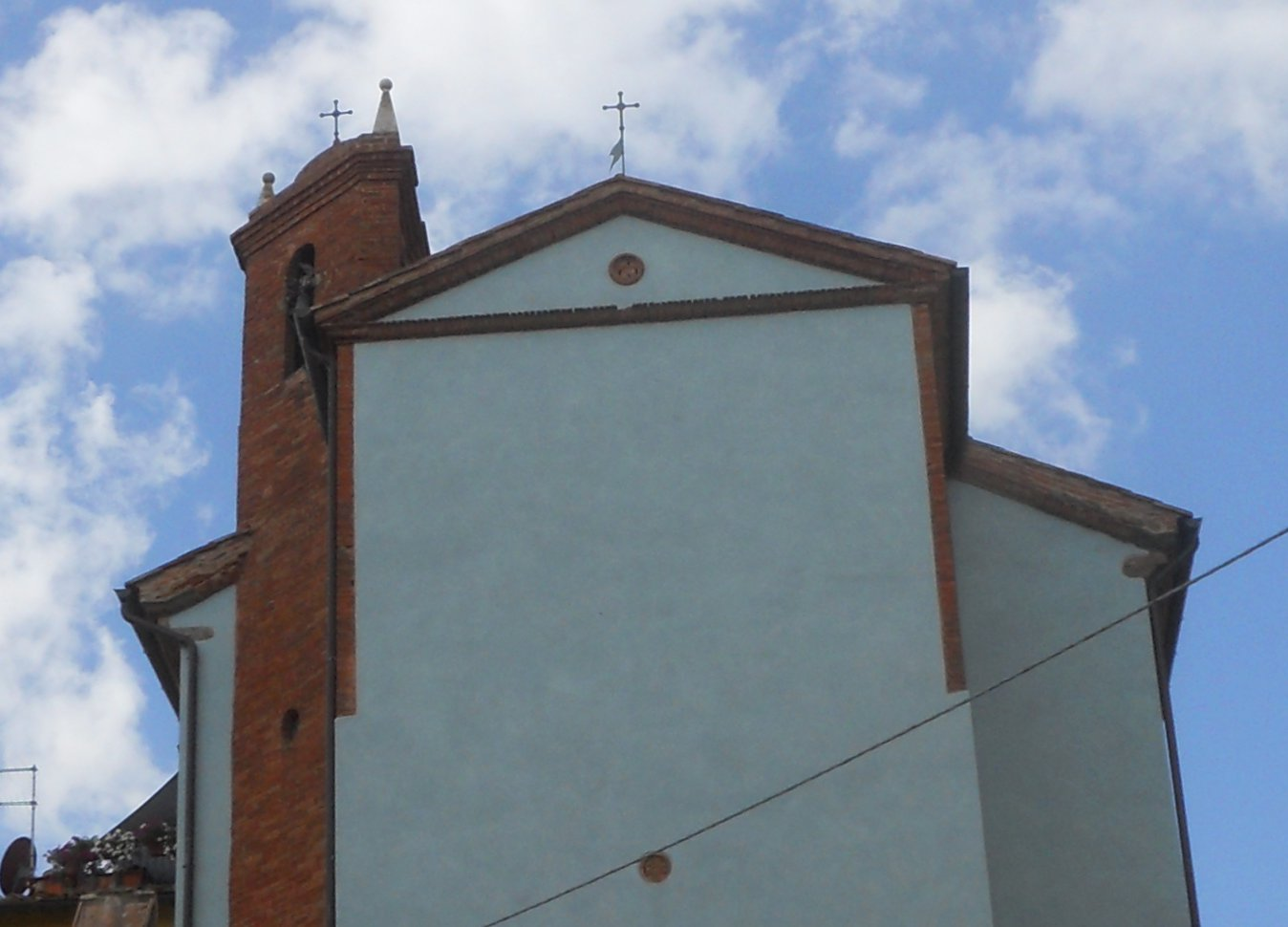
Abside e campanile
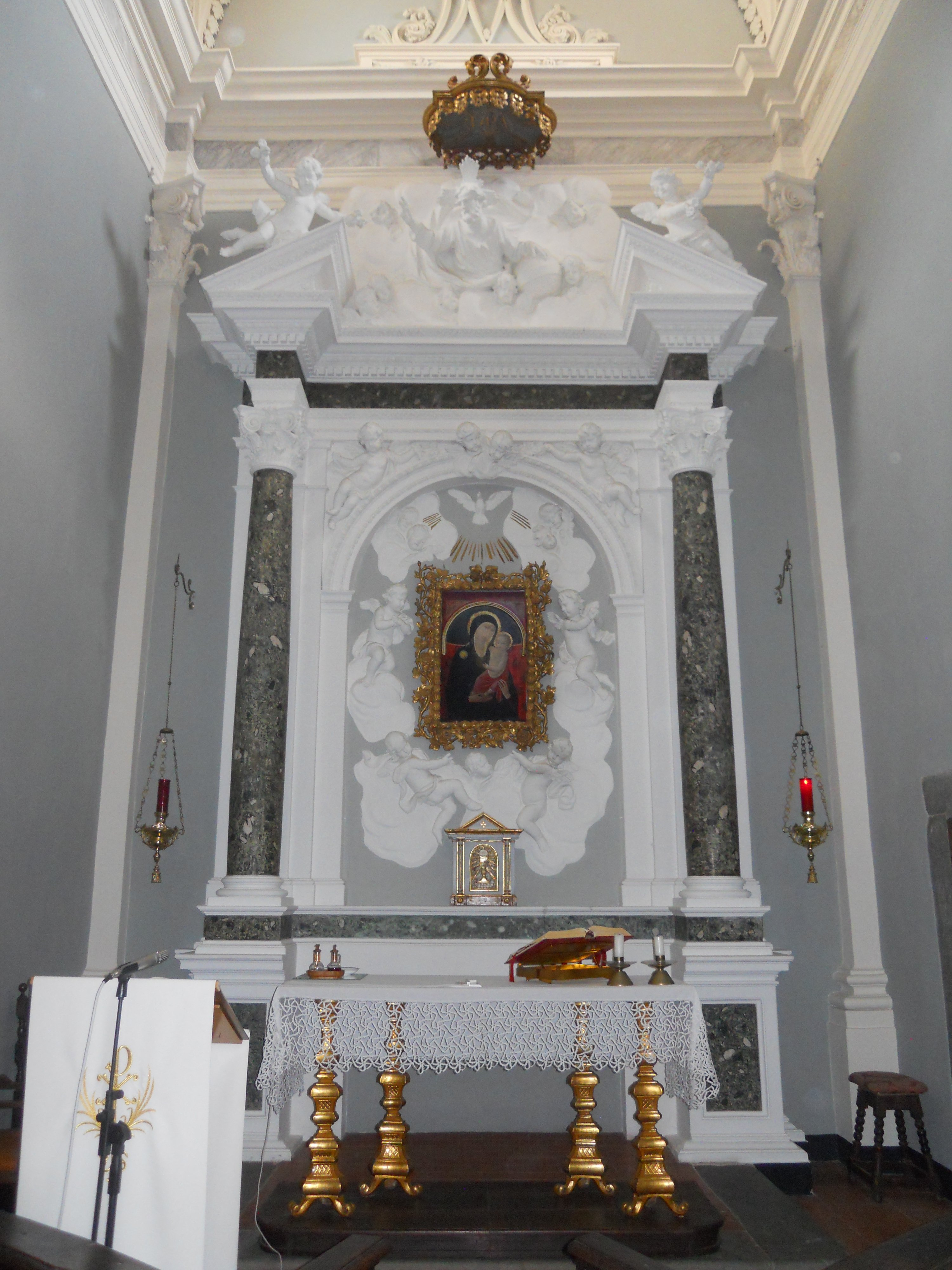
Altare maggiore
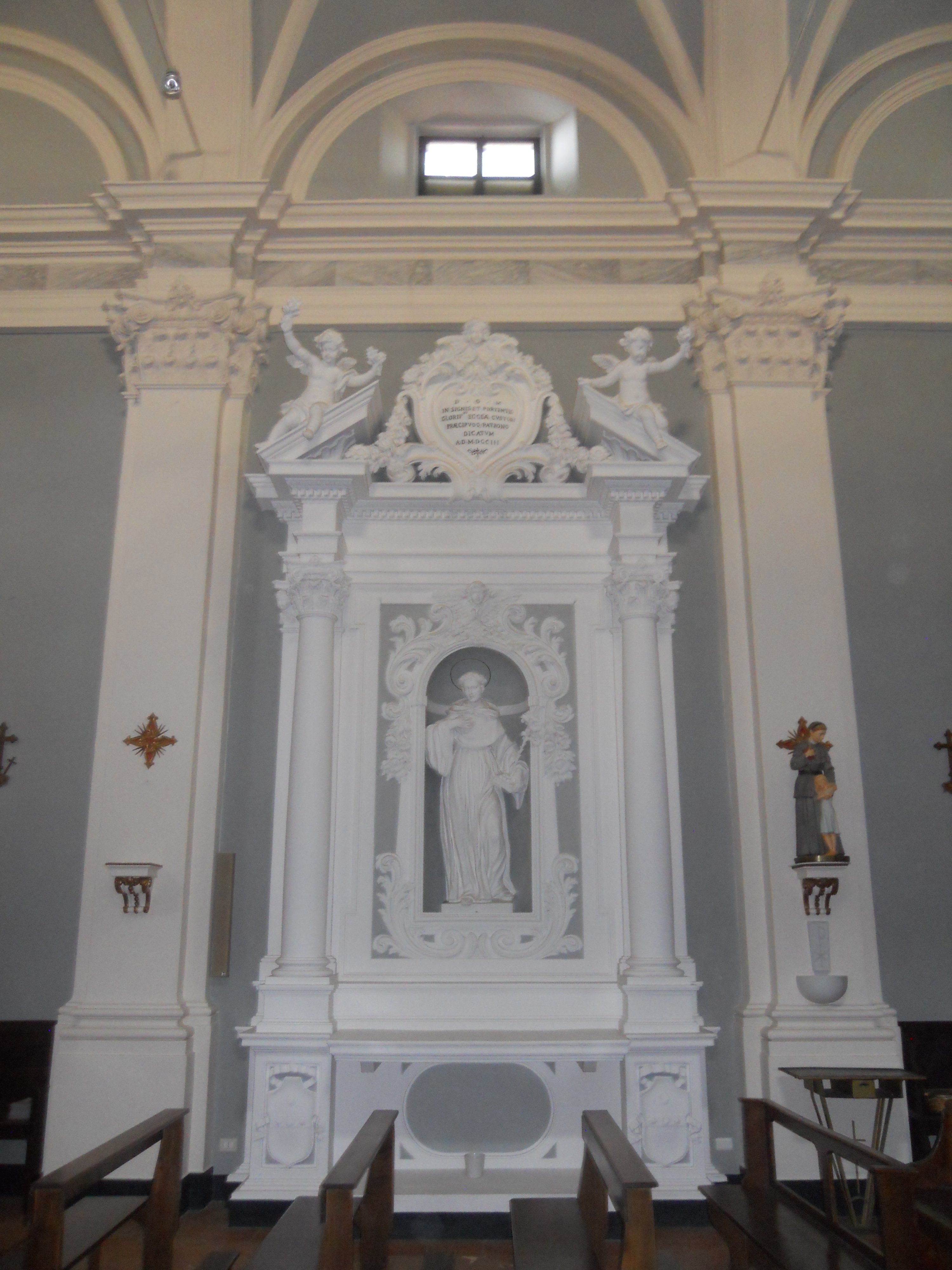
Altare di Sant'Antonio
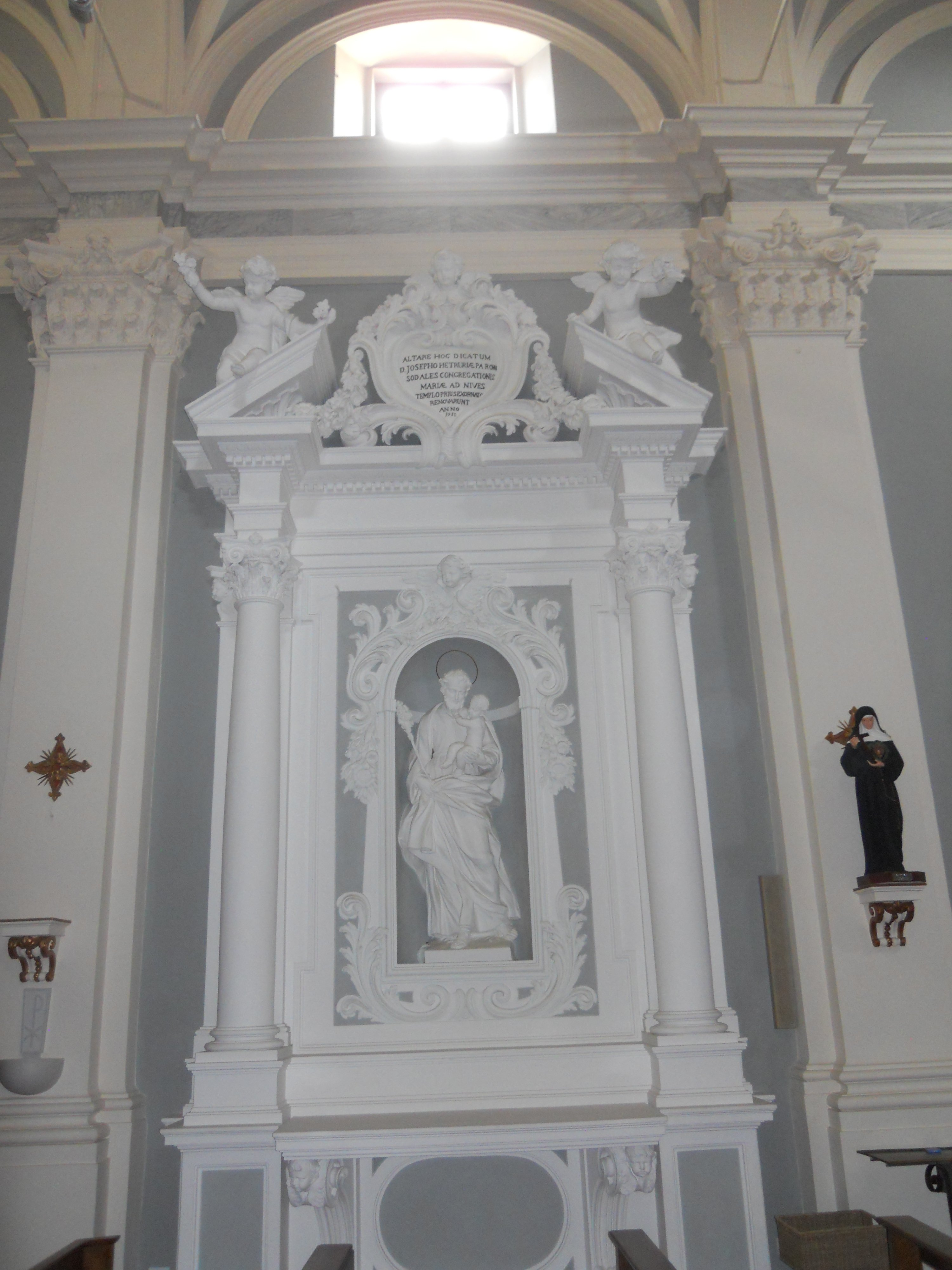
Altare di San Giuseppe